# Iravádi
Az Iravádi (angol: Irrawaddy vagy Ayeyarwady) Dél-Ázsiában, Mianmar teljes hosszában végigfutó folyó, a világ egyik legnagyobb vízhozamú folyója.
Hossza 2170 km és Mianmar középső részén kb. 430 000 km² területről vezeti el a vizet. Két fő forrásfolyója a Mali Hka és a Nmai Hka az északi hegyekben, déli irányban szűk szurdokokon folyik keresztül, mielőtt Mandalay közelében a síkságra érne.
40 000 km² kiterjedésű deltája Mianmar fő rizstermelő területe. Néhány helyen a delta ágai olyan szélesen terülnek szét, hogy időszakos szigetek keletkeznek, amelyek a száraz évszakban, amikor a folyó szintje alacsonyabb, kiemelkednek a vízből. Ezeken a helyeken termesztenek növényeket, főleg rizst, mielőtt az esős évszak áradásai beköszöntenének.
A folyóban él a kúposfejű delfin és a veszélyeztetett Glyphis siamensis folyami cápa.

## Települések
Városok a folyó mellett:
- Putao
- Myitkyina
- Bhamo
- Katha
- Tagaung
- Kyaukmyaung
- Mandalaj
- Sagaing
- Chauk
- Bagan
- Nyaung-U
- Magway
- Pyay
- Hinthada
- Pantanaw

## Fordítás
- Ez a szócikk részben vagy egészben  az   Irrawaddy River című angol Wikipédia-szócikk fordításán alapul.  Az eredeti cikk szerkesztőit annak laptörténete sorolja fel. Ez a jelzés csupán a megfogalmazás eredetét és a szerzői jogokat jelzi, nem szolgál a cikkben szereplő információk forrásmegjelöléseként.

1. ↑  https://www.britannica.com/place/Irrawaddy-River